# 吳俊宏
吳俊宏 （1981年12月11日—），出生於台灣高雄，畢業於義守大學機械工程學系。為台語流行音樂男歌手。亦是一位忠實的霹靂布袋戲戲迷。

## 經歷
吳俊宏14歲時開始參加歌唱比賽。1997年7月國中畢業後時參加三立綜藝台《21世紀新人歌唱排行榜》兒童組，過了7關。1997年9月、16歲時參加《21世紀新人歌唱排行榜》校園組，1998年2月過關。2000年、大學時參加中國電視公司連續劇《新梁山伯祝英台》舉辦之「新梁祝盃歌唱大賽」，獲得第一名。之後吳俊宏比賽運一直很旺，退伍後他決定走歌唱之路，正式在台語歌壇出道。
2005年參加八大第一台《亞洲新人歌唱大賽》，獲得第二屆季優勝，並獲得第二屆年度總決賽第二名。2008年加入豪記唱片，現為旗下歌手，有「豪記小王子」之稱。2015年參加三立台灣台《超級紅人榜》「發片歌手擂台賽」，於2016年成功衛冕10關。

## 個人專輯
| 發行日期  | 專輯名稱   | 唱片公司 | 曲 目 |
| --------- | ---------- | -------- | --- |
| 2012年1月 | 無名的英雄 | 豪記唱片 | 曲目 1. 無名的英雄 2. 添油加醋(V.S林良歡) 3. 冷月掛傷痕(V.S林姍) 4. 情位讓人座 5. 曾經擁有 6. 散場的空虛 7. 心不甘情不願 8. 半屏月 9. 心比妳擱卡痛 10. 作夢嘛會笑 |
| 2013年1月 | 三吋心     | 豪記唱片 | 曲目 1. 天刑者 2. 三吋心 3. 氣魄原在 4. 心愛的爸媽 5. 自由自在 6. 欲醉不免酒 7. 痛千年 8. 如果沒有妳 9. 了愛消災 10. 人心                                         |
| 2014年6月 | 愛著妳     | 豪記唱片 | 曲目 1. 一劍望天漄 2. 愛著妳(V.S向蕙玲) 3. 無敵英雄 4. 少年遊 5. 十面埋伏 6. 等我出頭天 7. 一代梟雄 8. 這杯飲落去 9. 悲情的呼聲 10. 緣份半邊缺                    |
| 2015年9月 | 藏心肝     | 豪記唱片 | 曲目 1. 藏心肝(V.S向蕙玲) 2. 今朝醉 3. 叫著妳名字 4. 頭一擺認識的人 5. 憨大呆 6. 一生的最愛 7. 無言的眼淚(V.S張蓉蓉) 8. 提拉米蘇 9. 你甘會知影 10. 月彎彎         |
| 2016年9月 | 車         | 豪記唱片 | 曲目 1. 車 2. 哎呦喂呀 3. 秀秀 4. 今晚要開趴 5. 媽祖出巡 6. 鹽酥雞 7. 愛你愛你呦 8. 一劍望天漄                                                                    |
| 2017年6月 | 妳的溫柔   | 豪記唱片 | 曲目 1. 阿尼基 2. 妳的溫柔(V.S朱海君) 3. 台灣加油 4. 來去卡拉OK 5. 錢錢錢 6. 愛是三分迷七分痴 7. 純情玫瑰花 8. 後生                                               |
| 2018年6月 | 心愛的別走 | 豪記唱片 | 曲目 1. 醉中英雄 2. 心愛的別走(V.S張秀卿) 3. 相愛到永遠(V.S張秀卿) 4. 牽手看月圓 5. 月光酒 6. 愛人啊!再會 7. 夢中情難圓                                           |
| 2019年7月 | 擱再愛你   | 豪記唱片 | 曲目 1. 不甘來離開 2. 擱再愛你(V.S唐儷) 3. 紅燭火(V.S唐儷) 4. 借酒講話 5. 傷心地 6. 你的香味 7. 戀彼當時 8. 心內只有你                                            |
| 2020年7月 | 漂丿的運匠 | 豪記唱片 | 曲目 1. 漂丿的運匠 2. 我的天 3. 痴情一場 4. 舊記憶 5. 亂春風 6. 為什麼 7. 思念滿天飛 8. 不需要強留                                                                |
| 2021年8月 | 一寸愛     | 豪記唱片 | 曲目 1. 一寸愛 2. 他鄉純情夢(V.S陳淑萍) 3. 愛到捶心肝 4. 心內的故事 5. 浪者情歌 6. 憨人情歌 7. 無緣的美夢 8. 夢中伴明月                                           |
| 2022年9月 | 天賜良緣   | 豪記唱片 | 曲目 1. 心當乎天 2. 天賜良緣(V.S朱海君) 3. 艋舺情歌(V.S朱海君) 4. 愛情憨人 5. 焦一杯 6. 熱戀的時 7. 今夜孤單 8. 男人淚男人愛                                      |
| 2023年6月 | 水水點胭脂 | 豪記唱片 | 曲目 1. 男人的擔當 2. 水水點胭脂（林琇琪合唱） 3. 真心等待你（廖婉君合唱） 4. 何苦為難 5. 疼老婆 6. 癡情西子灣 7. 難捨情淚 8. 感情鬥到最後                        |
| 2024年6月 | 返鄉       | 豪記唱片 | 曲目 1. 返鄉 2. 一夜夫妻百世恩（林琇琪合唱） 3. 來世做夫妻 4. 男人的演歌 5. 今夜放乎醉 6. 用酒治傷心 7. 今生問所愛 8. 為愛走唱                                    |

## 合輯
|    | 唱片公司 | 發行年份 | 專輯名稱            | 演唱者                          |
| -- | -------- | -------- | ------------------- | ------------------------------- |
| 1. | 豪記唱片 | 2008年   | 《情歌對唱─紙甲筆》 | 吳俊宏V.S唐儷V.S許志豪V.S林良歡 |
| 2. | 豪記唱片 | 2009年   | 《永遠伴相隨》      | 吳俊宏V.S唐儷                   |
| 3. | 豪記唱片 | 2011年   | 《愛是為什麼》      | 吳俊宏V.S唐儷                   |

## 與其他歌手對唱歌曲
| 發行日期   | 演唱者         | 專輯名稱                    | 曲目                                        |
| ---------- | -------------- | --------------------------- | ------------------------------------------- |
| 2008年3月  | 黃乙玲         | 《講給自己聽》              | 春花秋月(黃乙玲V.S許富凱V.S鄭君威V.S吳俊宏) |
| 2008年5月  | 向蕙玲         | 《風塵花》                  | 十分滿意                                    |
| 2008年8月  | 豪記大對唱合輯 | 豪記大對唱合輯              | 遺憾(林姍V.S張蓉蓉V.S李明洋V.S吳俊宏)       |
| 2009年4月  | 豪記大對唱合輯 | 豪記大對唱合輯              | 月娘半屏圓(李明洋V.S林姍V.S吳俊宏V.S陳韋霖) |
| 2009年4月  | 張秀卿         | 《張秀卿vs十個男人─癡情膽》 | 變色緣                                      |
| 2011年1月  | 陳隨意         | 《今生只為你》              | 知已                                        |
| 2011年7月  | 林良歡         | 《比翼雙飛》                | 袂叨找                                      |
| 2011年10月 | 張蓉蓉         | 《故鄉的愛》                | 月夜之戀                                    |
| 2011年12月 | 蔡秋鳳         | 《問韓信》                  | 終點站                                      |
| 2011年12月 | 張秀卿         | 《愛人仔恰恰》              | 愛情白酒                                    |
| 2013年5月  | 陳隨意         | 《今生的諾言》              | 有夠傷啦                                    |
| 2013年12月 | 張秀卿         | 《望天草》                  | 情歌對唱                                    |
| 2015年10月 | 黃思婷         | 《雪花飄》                  | 不老的愛                                    |
| 2016年3月  | 唐儷           | 《月娘我問你》              | 看得到的幸褔                                |
| 2016年4月  | 張秀卿         | 《真愛無價》                | 沒你的歌沒你的我                            |
| 2017年7月  | 朱海君         | 《等天光》                  | 愛的燈火                                    |
| 2018年1月  | 陳淑萍         | 《遇見》                    | 一双筷                                      |
| 2019年3月  | 唐儷           | 《女人的勇氣》              | 將心比心                                    |
| 2023年3月  | 张秀卿         | 《我是女王》                | 垦丁初恋                                    |
| 2024年7月  | 林琇琪         | 《愛我你甘敢》              | 感情旅途                                    |

## 獎項
- 三立綜藝台《21世紀新人歌唱排行榜》兒童組過7關，校園組過21關。
- 台視《五燈之星陳秀玲歌唱大賽》第一名。
- 《劉德華愛如此神奇歌唱大賽》獲得優勝。
- 中視《新梁祝盃歌唱大賽》第一名。
- 八大第一台《亞洲新人歌唱大賽》第二屆季優勝、年度總決賽第二名。
- 海峽衛視《第一屆全球閩南語歌曲創作演唱大賽》入圍全球前10強。
- 三立台灣台《超級紅人榜》「發片歌手擂台賽」過關，為擂台主。

## 外部連結
- 吳俊宏FB粉絲專頁
- 吳俊宏豪記官方專屬Youtube頻道 （页面存档备份，存于）